# The Red Summer
The Red Summer è il quinto EP del gruppo musicale sudcoreano Red Velvet, pubblicato nel 2017.

## Tracce
1. Red Flavor (빨간 맛?, Ppalgan MatLR) – 3:11
2. You Better Know – 4:10
3. Zoo – 3:24
4. Mojito (여름빛?, YeoreumbitLR, lit. Summer Light) – 3:04
5. Hear the Sea (바다가 들려?, Badaga DeullyeoLR) – 3:22

## Classifiche
| Classifica (2017) | Posizione massima |
| ----------------- | ----------------- |
| Corea del Sud     | 1                 |
| Giappone          | 27                |